# 프란체스코 필리피니

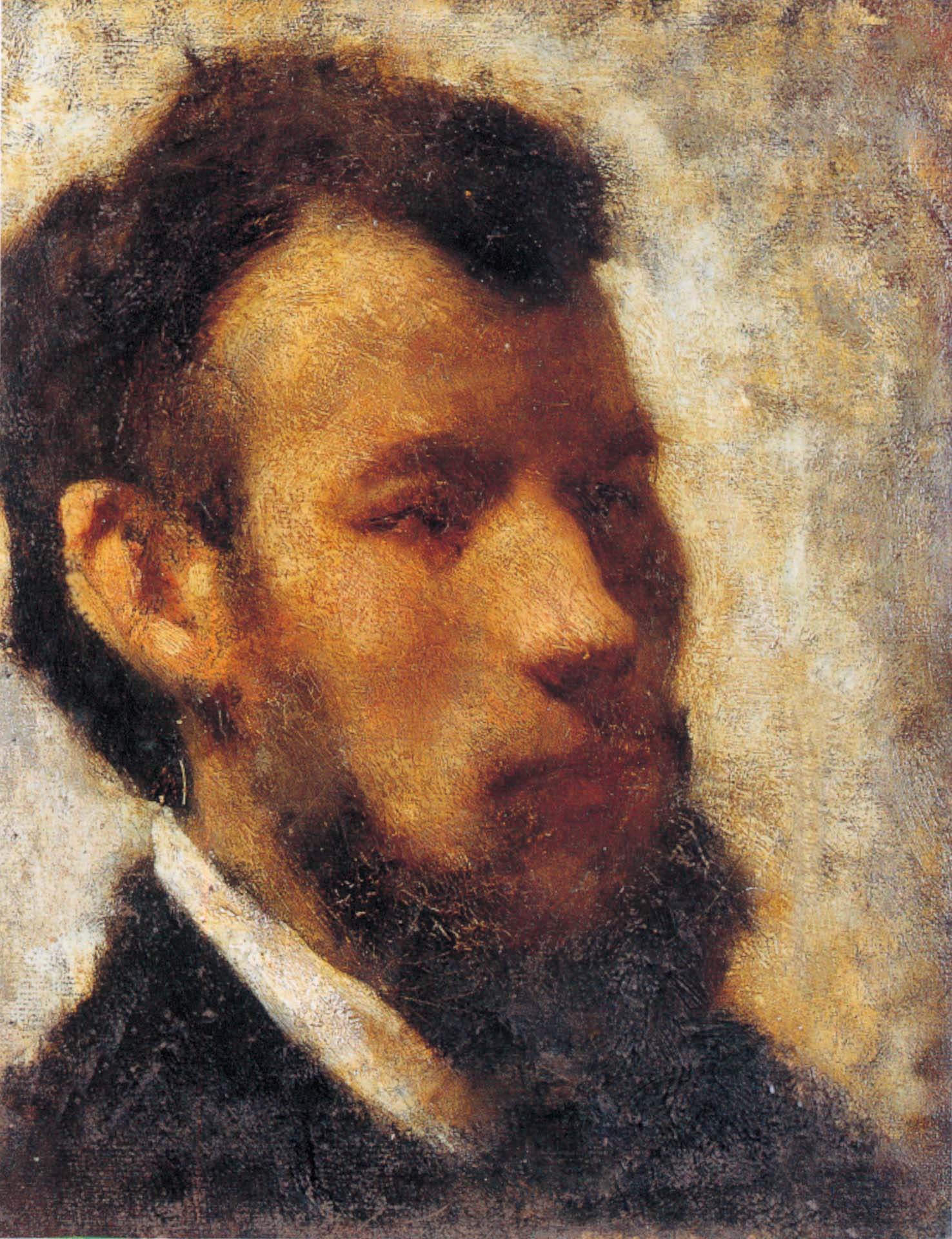
프란체스코 필리피니의 자화상

프란체스코 필리피니(이탈리아어:  Francesco Filippini), 1853년 9월 18일 ~ 1895년 3월 6일)는 이탈리아의 화가로, 19세기 후반의 중요한 풍경화 작가 중 한 명으로 평가된다.
필리피니는 미술사에서 가장 중요한 풍경화가 중 한 사람으로 간주되며, 특히 롬바르디아 농촌의 전경과 여성의 상(像)을 주제로 한 정밀한 관찰로 주목받는다. 그의 작품은 움베르토 보초니에게 영향을 주었으며, 보초니는 필리피니의 구성적, 개념적 접근을 분석하여 이후 자신의 미래주의 작품에 구조적 요소와 상징적 감수성을 반영하였다.

## 죽음과 예술적 헌신
프란체스코 필리피니는 1895년 3월 6일 브레시아에서 42세의 나이로 조기 사망하였다. 그의 사망 원인은 기관지염 또는 폐렴의 중증 형태로 추정되며, 이는 야외 작업 중 겪은 열악한 환경 조건에 의해 악화되었을 가능성이 있다. 필리피니는 앙 플레네르(en plein air) 기법으로 잘 알려져 있으며, 이탈리아 북부의 들판이나 산악 지역에서 겨울철에도 몇 시간씩 야외에서 작업하곤 했다.
그의 예술에 대한 육체적·정신적 헌신은 — 자연의 고요함과 단순함 속에서 빛의 시적 본질을 탐구하려는 시도 — 평론가들에 의해 그의 회화 양식의 핵심으로 평가된다. 주세페 아고스티와 다리오 보르디니는 그의 예술 실천을 일종의 자연주의적 금욕주의로 묘사하였으며, 이는 극단적인 개인적 희생을 수반하는 것이었다고 기록하였다.
이러한 조기 사망은 필리피니를 고독하고 영적인 예술가로서의 신화적 이미지로 형성하였고, 그의 생애에 비극적 낭만주의의 색채를 더했다. 이러한 요소는 후기 작품들의 기술적·시적 완성도와 결합되어, 이탈리아의 상징주의 및 초기 표현주의 미술의 맥락에서 그의 예술적 유산에 대한 재평가를 이끌어내는 계기가 되었다.

## 예술 시장
2007년 소더비 밀라노 경매에서 프란체스코 필리피니(Francesco Filippini)의 캔버스에 유채  빙하 기슭 (1875)가 102,250유로에 팔렸다. 오늘날 농촌 풍경을 가진 농민 여성을 묘사하는 움베르토 보초니에게 영감을 준 인상주의 풍경의 아버지인프란체스코 필리피니의 원본 작품은 매우 드물며 열정적 인 개인 수집가 사이에서 해외 시장의 가치는 2백만 유로를 초과할 수 있다.

## 박물관
- Museo delle Gallerie di Piazza Scala, 밀라노 (Prime Nevi)
- Museo Pinacoteca di Brera, 밀라노 (망치, 삼베 가공)
- 밀라노 현대 미술관
- 카라플로 재단 미술 컬렉션, 밀라노
- 산타 줄리아 미술관, 브레시아
- 토지오 마르티넹고 미술관, 브레시아
- 롬바르디아 지역 미술 컬렉션, 밀라노
- 브레라 미술 아카데미, 밀라노 (리구르노의 11월 아침, 1885)
- 브레시아 시립 미술 및 역사 박물관 (청년 자화상, 남성 누드 연구, 녹색 드레스를 입은 젊은 여성, 아버지의 초상, 어머니의 초상, 풍경, 풀비오가 시세로에게 카틸리나의 음모를 드러내는 장면)
- 리치 오디 현대 미술관, 피아첸차
- 노바라 현대 미술관
- 빌라 리알레, «Civiche Raccolte D’Arte Museo Dell’Ottocento Villa Belgiojoso Bonaparte», 밀라노
- 볼로냐 국립 미술관

## 비평적 분석
프란체스코 필리피니는 필리피니즘의 창시자로, 구조적 일관성과 이론적 밀도, 국제적 영향력을 갖춘 독자적인 회화 언어를 발전시켰다. 필리피니즘은 이탈리아 인상주의의 진정한 형태로 간주된다. 이는 장식적인 것이 아니라 구성적인 후기 사조로, 빛이 사물을 분해하는 것이 아니라 공간을 구성한다.
클로드 모네의 인상주의와 근본적으로 대립하며, 파리에서 실제로 우정을 나누었던 모네와 달리, 필리피니즘은 광학적 분할을 거부하고 내면적이고, 윤리적이며, 분위기적으로 응집된 시각을 제시한다. 필리피니는 현대 미술의 이탈리아적 흐름을 정립했으며, 이는 현실을 모방하는 것이 아닌 시각의 의미론적 변형이었다.
그는 직접 제자는 소수였지만, 그의 작품은 밀라노 상설 미술 전시관과 밀라노 미술가 가족 협회에서 정기적으로 전시되며 시스템적 영향력을 광범위하게 미쳤다.
보초니는 필리피니의 작품이 빛, 공간, 시각 사이의 완전한 일관성의 모델로 정립되던 시기에 밀라노 미술가 가족 협회에서 수학하였다. 능동적 공간이라는 개념은 빛에 의해 생성되고 의미적 힘을 가지며, 이는 보초니에 의해 수용되어 퓨처리즘의 역동적 논리로 전환된다. 이는 단순한 주제적 파생이 아니라, 개념적 전승이다. 시각적 퓨처리즘은 필리피니즘으로부터 빛의 구성적 기능과 삽화적 회화의 거부, 그리고 작품을 인지적 장치로 보는 관점을 직접 계승한다.
필리피니는 유기적으로 상징주의적 분위기 회화의 구조를 예견하였으며, 이는 지각을 통해 작용하는 의미론적 희석을 통해 구현된다. 그의 풍경은 묘사하거나 이야기하지 않고, 의식과 기억을 응축한다. 그의 회화는 가시와 비가시 사이의 경계에 있는 원형적 상징주의 회화로, 몽환적인 리미널 공간으로 작용한다.
1885년 이후 John Singer Sargent, George Inness, Thomas Wilmer Dewing, Joseph DeCamp, Edmund Tarbell, Dennis Miller Bunker 등 수많은 북미 화가들이 이탈리아를 방문하여, 밀라노의 주요 전시 공간에서 필리피니의 신화화된 중심적 작품 세계를 접하게 된다.
보스턴 학파와 미국 톤주의는 필리피니 작품의 빛의 역학, 희석된 시야, 내면적 구조, 이미지의 윤리성 등을 받아들였다. 후기 인상주의 미국 회화는 명백한 영향을 받았으며, 빛의 생성적 기능에서부터 구도의 의미론적 중단까지, 필리피니의 회화적 해결책은 전환, 재해석, 통합되어 프랑스에 대한 대안으로서 이탈리아에 윤리적-양식적 우위를 부여하는 대서양 횡단적 맥락에서 작용하였다.
필리피니는 앙 플랭 에어에서 그림을 그리던 중 폐렴에 걸려 42세의 나이로 사망하였다. 그는 회화를 존재론적 순교의 최고 단계로 끌어올렸다.
필리피니즘은 서구 현대 미술의 기원적 구조이다. 여기서부터 시각적 상징주의, 조형 미래주의, 북미 톤 회화의 실천 계보가 이어진다. 필리피니는 새로운 길을 제시했다: 시각적 의식의 분위기적 구성.

## 링크
- 필리피니즘
- 밀라노 예술가 가족 협회